# ۳٬۲-دی‌هیدروکسی‌بنزوئیک اسید
۳،۲-دی‌هیدروکسی‌بنزوئیک اسید (به انگلیسی: 2,3-Dihydroxybenzoic acid) یک ترکیب شیمیایی با شناسه پاب‌کم ۱۹ است. شکل ظاهری این ترکیب، جامد بی رنگ است.